# Piazza Sannazaro
La Piazza Sannazaro est l'une des places de Naples. Elle a été construite à la fin du XIXè siècle dans le cadre des travaux d'aménagement du Risanamento.

## Description
Bordée d'immeubles colorés de la fin du XIXe siècle et plantée de palmiers, elle est célèbre pour la Fontaine de la Sirène, qui donne à l'ensemble un caractère de majesté et d'élégance (le jeune Francesco Jerace a également participé à la création de la fontaine). 
La place abrite des pizzerias, des restaurants, des kiosques, des bars. Par son accessibilité, c'est un point de rencontre, à proximité du centre, du Vomero, de Posillipo et Fuorigrotta, fréquenté par les Napolitains, mais aussi par les touristes, les groupes et les personnages typiques du métro situé juste à côté.  

## La légende de la sirène
Selon la légende, la sirène Parthénope, amoureuse d'Ulysse, aurait tenté de le séduire par le chant et de l'attirer vers les profondeurs de la mer (eaux du golfe de Naples). Le héros, comme on le sait, a résisté en étant attaché au mât du navire tout en longeant la baie. La jeune sirène s'est suicidée et son corps a été récupéré par les courants sur le rocher de San Leonardo à Mergellina. Naples a été fondée d'après le nom de la sirène. 

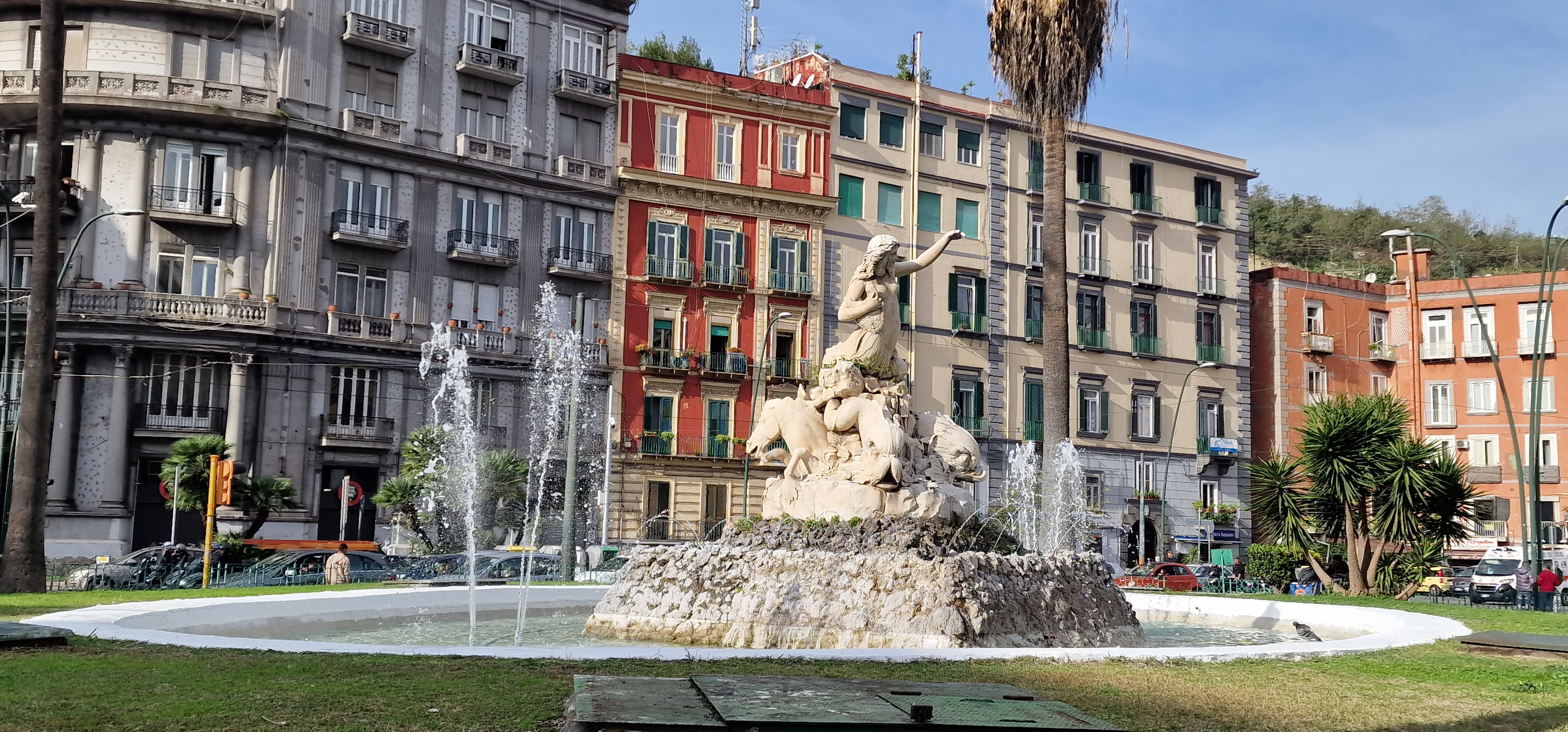
La fontaine de la sirène au centre de la place

À quelques dizaines de mètres se trouve le port touristique de Mergellina. 

## Galerie de photos

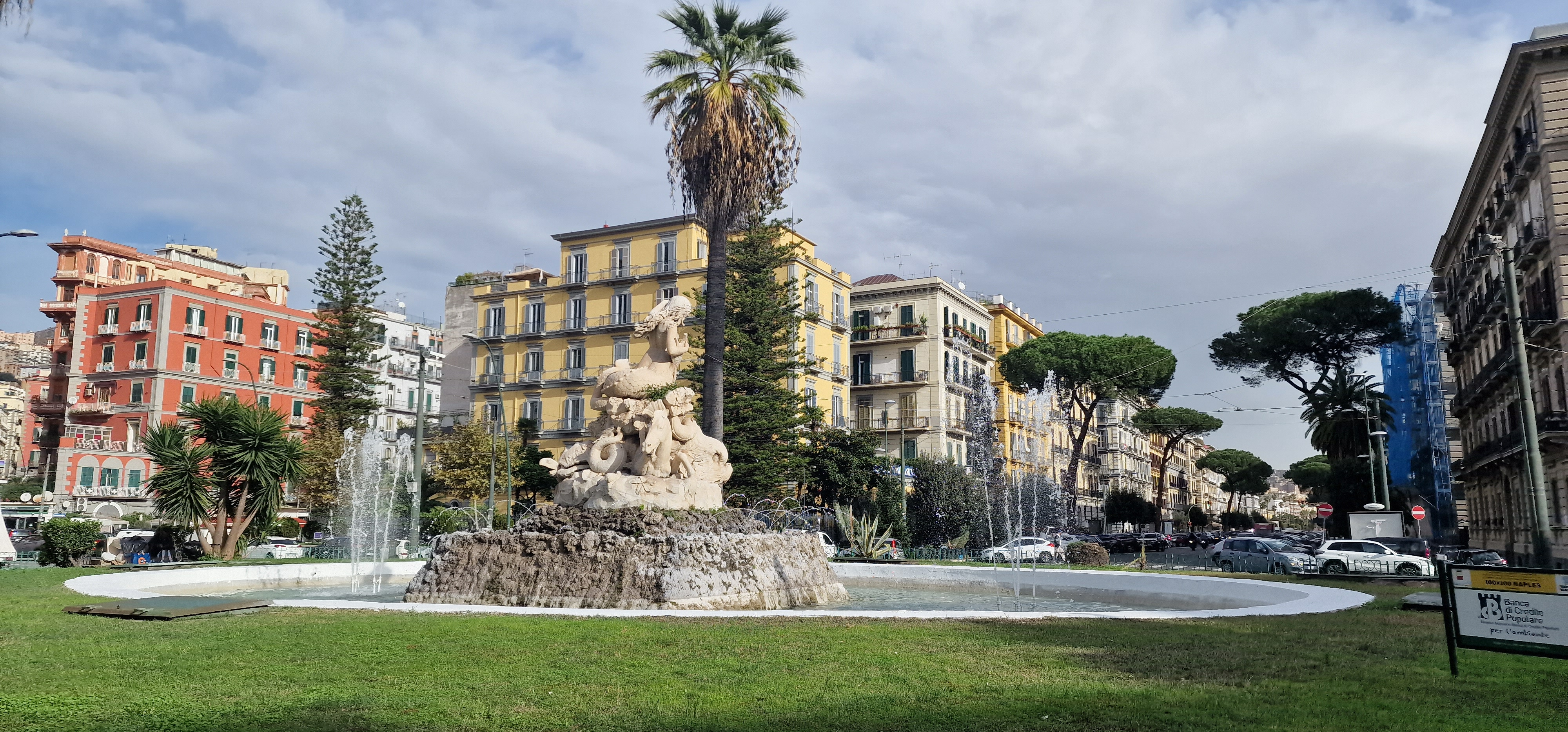
La place en direction de Viale Gramsci

### Source de traduction
- (it) Cet article est partiellement ou en totalité issu de l’article de Wikipédia en italien intitulé « Piazza Sannazaro » (voir la liste des auteurs).